# Zecchino d'Oro

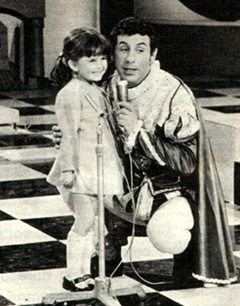
Prezentatorul Cino Tortorella, în 1968, în rolul magicianului Zurlì, alături de Barbara Ferigo

Zecchino d'Oro este un festival internațional de cântece pentru copii, care are loc în fiecare an în Italia, începând din 1959. El este difuzat pe posturile publice italiene de televiziune și radio.
Din 1976, festivalul dobândește o perspectivă internațională - în fiecare an, atât cântece italiene cât și cântece din repertoriul internațional sunt interpretate de copii și votate de un juriu de copii. Melodia câștigătoare este premiată cu trofeul Zecchino d'Oro (Țechinul de Aur) ce este atribuit textierilor și compozitorilor, nu interpreților.

## Istoric
Concursul a fost deschis de către Cino Tortorella, iar primele două festivaluri au avut loc la Milano. În 1961, festivalul a fost preluat de către Institutul Antoniano și a fost mutat la Bologna.

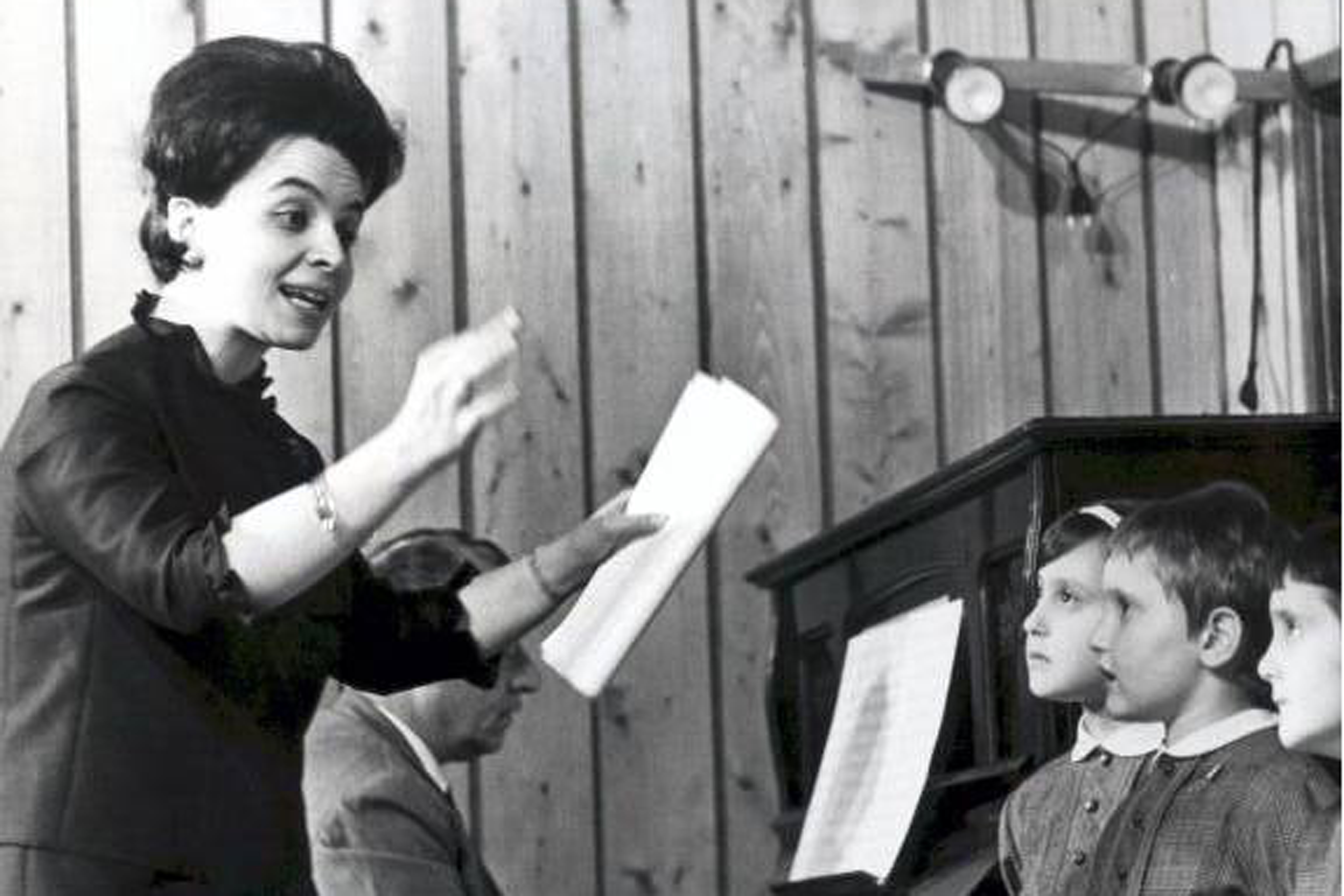
Mariele Ventre, în 1966, dirijând corul de copii

În 1963, Mariele Ventre, dirijor al tinerilor interpreți, a creat corul de copii Piccolo Coro dell' Antoniano (după decesul său în 1995, corul a fost redenumit Piccolo Coro "Mariele Ventre" dell' Antoniano și dirijat de Sabrina Simoni), cor ce acompaniază micii soliști.
În 2009, Cino Tortorella s-a retras din festival.
Printre cei mai tineri compozitori participanți sunt menționați: Yumiko Ashikawa (芦川祐美子, 7 ani, de asemenea, participă ca o cântăreață), Miruna Codruța Oprea (13 ani), Ioachim Octavian Petre (13 ani) și Lara Polli (13 ani).

## România în Zecchino d’Oro
- Un sole tutto mio (1979)
- Evviva noi (1983)
- L'allegria (1989)
- I nonni son felici (2002)
- Io più te fa noi (2008)

## Vezi și
- it   Zecchino d'Oro
- en   Lista melodiilor de la Zecchino d'Oro
- en   Cristina D'Avena

## Legături externe
Materiale media legate de Zecchino d'Oro la Wikimedia Commons
- it  Site-ul oficial al festivalului
- it  Melodiile și interpreții selecționați pentru a participa la ediția din anul curent Arhivat în 20 iulie 2011, la Wayback Machine.
- it  Site-ul radio al festivalului Arhivat în 30 decembrie 2013, la Wayback Machine.
- it  Pagina destinată festivalului de pe site-ul corului Antoniano
- it  Site-ul YouTube al corului Antoniano
- it  RAI1 TV - Ediția 2011 Arhivat în 28 noiembrie 2012, la Wayback Machine.
- it  RAI1 TV - Ediția nr. 54 a festivalului Arhivat în 24 iulie 2012, la Wayback Machine.
- it  RAI1 TV - Ediția 51 a festivalului
- it  RAI1 TV - Desenele animate ale festivalului Arhivat în 25 octombrie 2012, la Wayback Machine.
- Versurile celor mai populare melodii ale festivalului